# Арлан
Арла́н (рос. Арлан, башк. Арлан) — село (у минулому присілок) у складі Краснокамського району Башкортостану, Росія. Адміністративний центр Арланівської сільської ради.
Населення — 755 осіб (2010; 734 у 2002).
Національний склад:
- марійці — 89 %